# Gentleman
„Gentleman“ е сингъл на южнокорейския рапър Сай. Излиза на 13 април 2013 година като пилотен сингъл от седмия му студиен албум PSY 7. Песента е една от дългоочакваните за сезона след успеха на предишния му сингъл „Gangnam Style“ през 2012 година.